# MzMLb
mzMLb ist ein offenes Dateiformat in der Chromatographie/Massenspektrometrie. Ähnlich wie mz5 kombiniert es die mzML-Ontologien mit dem effizienten Hierarchical Data Format, um Speicherplatz und Rechenzeit einzusparen. Die Metadaten bleiben jedoch abwärtskompatibel zu dem XML-basierten Vorläufer mzML, was Konvertierungen vereinfacht.